# Шультес, Йозеф Август
Йозеф Август Шу́льтес (нем. Joseph August Schultes; 14 апреля 1773, Вена, Австрийская империя — 21 апреля 1831, Ландсхут, Бавария) — австрийский ботаник, врач, натуралист и писатель-путешественник. Доктор медицины и профессор Венского, Краковского и Ландсхутского университетов, первый директор хирургической школы в Ландсхуте. Академик Шведской академии наук (1821).
Отец ботаника Юлиуса Германа Шультеса.
Автор работ «Флора Австрии», «Флора Баварии». Совместно с Иоганном Якобом Рёмером опубликовал 16-е издание Линнеевской «Systema Vegetabilium».
Изобретатель водолазного шлема.

## Избранные труды
- Oestreichs Flora. 1794.
- Reisen durch Oberösterreich in den Jahren 1794, 1795, 1802, 1803, 1804 und 1808, 1809.
- Baierns Flora. 1811.
- Grundriß einer Geschichte und Literatur der Botanik. 1817.
- Reise auf den Glockner. 1824.
- Mantissa … systematis vegetabilium Caroli a Linné …. 1822—1824 (Bd. 1-2).
- Mantissa … systematis vegetabilium Caroli a Linné …. 1827 (Bd. 3) — в соавторстве с Ю. Г. Шультесом

## Растения, названные в честь
Шультесия (Schultesia Mart.) — род декоративных травянистых растений семейства Горечавковые (Gentianaceae) из Южной Америки.